# Publije Elije Pet
Publije Elije Pet (Publius Aelius Paetus, oko. 240. pr. Kr. - 174. pr. Kr.) bio je rimski političar i pravnik, poznat kao pristaša proslavljenog vojskovođe Scipiona Afrikanca.
Poticao je iz plebejske obitelji. Godine 202. pr. Kr. je bio zapovjednik konjice, da bi 201. pr. Kr. postao pretor, a potom i konzul. U doba mandata je sklopio sporazum s Ligurcima te bio jedan od decemvira, odnosno članova komisije koja je dijelila zemljište veteranima drugog punskog rata. Godine 199. pr. Kr. je zajedno sa Scipionom izabran za cenzora. Preminuo je godine 174. pr. Kr. od epidemije koja je tada pogodila Rim.
Njegov mlađi brat Sekst Elije Pet Kat je također bio konzul 198. pr. Kr. i 194. pr. Kr., a poznat je kao jedan od komentatora Zakona dvanaest tablica. Sin Kvint je, pak, postao konzul 167. pr. Kr.